# كارول هيوستن
كارول هيوستن (بالإنجليزية: Carol Huston)‏ هي ممثلة أمريكية، ولدت في 15 أغسطس 1963 في شيكاغو في الولايات المتحدة.

## أعمال

### مسلسلات
- ماتلوك

## وصلات خارجية
- كارول هيوستن على موقع IMDb (الإنجليزية)
- كارول هيوستن على موقع ديسكوغز (الإنجليزية)
- كارول هيوستن على موقع قاعدة بيانات الفيلم (الإنجليزية)